# Johannes Fischer (Maler, † 1643)
Johannes Fischer, auch Hans oder Johann (geboren zwischen 1570 und 1580 in Augsburg; gestorben 1643 ebenda), war ein deutscher Goldschmied und Maler. Irrtümlich wurde er auch als Johann Georg Fischer bezeichnet oder mit Georg Vischer, dem Münchner Hofmaler Maximilians von Bayern, verwechselt.

## Leben
Fischer wurde vermutlich 1570 geboren und war zunächst in Augsburg als Goldschmied tätig, ehe er nach Prag ging, um dort an der Rudolphinischen Akademie Malerei zu studieren. Er bereiste dann Italien, um seine Ausbildung zu vervollkommnen. Anschließend ließ er sich in Augsburg nieder und war als Öl- und Freskenmaler tätig, der zumeist auf Kupfer Historiengemälde schuf oder Häuser am Weinmarkt verzierte. Zu seinen Kunden gehörten unter anderem Mitglieder der Fugger.
Joachim von Sandrart schrieb über ihn:

„Eben um selbige Zeit lebte zu Augstburg ein fürtreflicher Goldschmied/ Namens Johannes Fischer […] und weil ihn sein kluger Geist […] immer zu höhern Künsten anreitzte/ begab er sich […] auf die damalige universale Künsten-Academie Prag/ […] Absonderlich aber erlangte er/ durch die Wißenschaft den Farben einen langwürigen Bestand zu geben/ großen Ruhm. Endlich verschied er allda im Jahr 1643 […] im 63ten Jahr seines Alters/ aus deßen Aschen/ […] nicht allein eine Kunstreiche Tochter; sondern auch ein gleichförmiger Enkel erwachsen.“

Familie

Die Malerin, Kupferstecherin, Silhouettenschneiderin Susanna Mayr (um 1600 bis 1674) war seine Tochter und Schülerin, sie war seit 1622 mit dem Augsburger Kaufmann Christoph Mayr verheiratet und hatte einen Sohn Johann Ulrich Mayr.

## Werke (Auswahl)
- 1596: Ein Blatt für das Stammbuch für den Kaufmann Philipp Hainhofer in Augsburg (Herzogliche Bibliothek in Wolfenbüttel)
- 1596: ein Blatt mit einem jungen Mann, vor dem sich eine Dame entschleiert
- 1605: Ein Bildnis von David Wolff, mit Wappen (Hainhofers Schwager)[3]
- 1609: Bildnis des Konrad von Berlichingen d. J. zu Jagsthausen mit Wappen[3]
- 1612: Eine Kreuzigungsszene
- 1612–1613: Bildnisse für das Stammbuch des Herzogs Philipp II. von Pommern (im Auftrag Hainhofers)

Es gab zwei Porträts, die Johannes Fischer zeigten, die aus dem Besitz des ungarischen Malers Johann Spillenberger 1677 in die Sammlung des Fürsten Karl Eusebius von Liechtenstein gelangten. Im Jahr 1631 schuf der die Bildnisse auf den Flügeltüren an der Orgel der Franziskanerkirche in Bozen, die auf den Außenseiten die „Flucht nach Ägypten“ und die „Beschneidung“, sowie innen die „Anbetung“ und die „Opferung“ zeigten und deren Pracht der Farbe und Stoffe mit den Werken des italienischen Malers Paolo Veronese vergleichbar waren.